# Daniela Șontică
Daniela Șontică (n. 23 martie 1970, Vintilă Vodă, România) este o jurnalistă și poetă română, membră a Uniunii Scriitorilor din România, filiala Brașov, din 2017.

## Studii
Este licențiată a Facultății de Filosofie și Jurnalism a Universității „Spiru Haret” din București (2004), a absolvit cursurile secției de grafică și pictură a Școlii populare de artă Buzău, precum și pe cele de secretariat artistic și de redacție de la Fundația „Atenaeum” din București, la clasa profesorului Cornel Tabacu.

## Cariera
Debutează în presă la ziarul buzoian Muntenia, ca secretar de redacție (1993), unde publică și articole. Este secretar de redacție și redactor la cotidianul Informația Buzăului (1994-1995), agent comercial la editura Exclusiv Info Press din București (1997-1998), secretar de redacție la revista Privirea din București, unde sporadic publică și articole (1998-1999), secretar general de redacție, redactor de rubrică („ Memoria orașului” și „Apariții Editoriale”), reporter pe domenii diverse la cotidianul Metrobus. În paralel este secretar de redacție la revista Q-Media, Casa Lux și Casa de vacanță. În perioada 2003-2004 este secretar de redacție (designer) la Jurnalul Național, apoi la edițiile de colecție ale aceluiași ziar, dar scrie și articole din domeniul religios. Între anii 2010 și 2015 este redactor-șef adjunct la Ziarul Lumina al Patriarhiei Române. Din anul 2014 a inițiat și a coordonat suplimentul literar lunar „Lumina literară și artistică” și a fost co-moderator al colocviilor de literatură creștină, iar din martie 2016 este redactor la Radio Trinitas, unde realizează emisiunea „Lumina cunoștinței” și rubrica „Mărturii de ieri pentru azi”. Peocupată de istoria Marii Uniri a susținut la Radio Trinitas rubrica „Oamenii Unirii“, pe baza căreia a realizat volumul  „Oamenii Unirii“, apărut la Editura Trinitas a Patriarhiei. 

## Activitate literară
Debutul în literatură s-a produs în anul 1989 la Poșta redacției a revistei Convorbiri literare din Iași.
Cărți publicate: Arlechini intr-o pădure sălbatică, Vinea, 1995 (poezie); Uitați-vă prin mine, Brumar, 2007 (poezie); Însemnări din pridvor, Trinitas, 2013 (publicistică); Iubita cu nume de profet, Tracus Arte, 2014 (poezie); Marin Mândrilă : povestea unei vieți cu bune și rele, Editura U.Z.P., 2019; Privilèges de femme de lune, Vinea, 2015, trad. în franceză Claudiu Soare (poezie); „Oamenii Unirii” Trinitas, 2018; Chipuri din satul românesc, Trinitas, 2020; 30 de scriitori români din exil (1945-1989), Basilica, 2022; Cântece pentru vrăbii și motoare : [poezii], Editura Vinea, 2024; cu titlul Ziua cea mare a dramatizat pentru Radio România, Însemnări din Războiul României Mari, scrise de medicul Vasile Bianu.
Are texte jurnalistice antalogate în cele trei volume din „Colecția Colecțiilor” publicate la Editura Jurnalul.

## Premii și distincții
- Diplomă comemorativă „Justinian Patriarhul” din partea Patriarhului Daniel, 2017
- Premiul special al Concursului național de creație literară „V. Voiculescu” de la Buzău, 1993
- Premiul al III-lea la Concursului de creație literară „Nichifor Crainic”, 1994
- Premiul I la Concursul național „Ion Vinea”, 1995, constând în publicarea volumului de debut la Editura Vinea;[8]
- Premiul pentru poezie al revistei Luceafărul pentru anul 2006.
- Premiul special pentru poezie la Concursul Național „Vasile Voiculescu”, 2014, pentru Iubita cu nume de profet;
- Premiul pentru poezie al Colocviilor „George Coșbuc” - Bistrița, 2014, pentru Iubita cu nume de profet;
- Ordinul „Sfântul Cuvios Ioan Iacob de la Neamț, Noul Hozevit” (2021);
- Diploma omagială „Sfântul Ioan Gură de Aur” (2015),
- Diploma cu medalie „Justinian Patriarhul” (2017), din partea Patriarhului României pentru promovarea culturii creștine.
- Diplomă de excelență din partea Bibliotecii Județene „Vasile Voiculescu” din Buzău, 2018;
- Premiul de excelență al Fundației Culturale Cancicov din Bacău pentru Oamenii Unirii, 2019
- Premiul pentru poezie al revistei Caligraf, 2020.[1]